# Fossarmato
Fossarmato è una frazione del comune di Pavia posta ad est del centro abitato, verso Albuzzano.

## Storia
Fossarmato (CC D743) appare nel XII secolo come Fossa de Armatis in una pergamena del monastero di San Pietro in Ciel d'Oro, che controllava molti fondi nella zona. Nel XIV a Fossarmato sorgeva un castello (ora scomparso), dotato di torre, di proprietà della famiglia pavese degli Avvocati. Faceva parte della Campagna Sottana di Pavia ed era priva di feudatario o podestà, veniva infatti governata da un console, coadiuvato da un cancelliere salariato, il cui compito principale era quello di radunare i capifamiglia per la ripartizione delle imposte. Nel XVIII secolo gli fu aggregato il comune di Bompiumazzo e Fossarmato fu inserito nel distretto di Belgioioso. Nel 1805 venne classificato come comune di terza classe del dipartimento d'Olona, secondo distretto di Pavia, sesto cantone di Belgioioso. Nel 1816 venne assegnato al distretto di Belgioioso della provincia di Pavia. Con l'annessione al regno di Sardegna (1859) fu stabilito che il comune fosse retto da un consiglio di 15 membri e da una giunta formata da due persone e, dopo la proclamazione del regno d'Italia, con la legge del 1865, al consiglio e alla giunta fu affiancato un sindaco. Nel 1871 il comune di Cà della Terra e nel 1872 quello di Prado; nel 1883 gli viene unita la frazione di Cà de' Tedioli, già unita ai Corpi Santi di Pavia.
Nel 1939 il comune di Fossarmato fu soppresso e unito a Pavia, tranne Prado che passò a Cura Carpignano.

## Società

### Evoluzione demografica
- 200 ab. nel 1576
- 130 ab. nel 1751[1]
- 223 ab. nel 1780
- 233 ab. nel 1805[4]
- 326 ab. nel 1807
- 746 ab. nel 1822
- 305 ab. nel 1853[5]
- 297 ab. nel 1859[6]
- 317 ab. nel 1861[9]
- 862 ab. nel 1871[6]
- 916 ab. nel 1877
- 1174 ab. nel 1881[6]
- 1370 ab. nel 1901[6]
- 1323 ab. nel 1911[6]
- 1424 ab. nel 1921[6]
- 1370 ab. nel 1931[6]
- 1345 ab. nel 1936[6]
- 543 ab. nel 2011
- 585 ab. nel 2017